# スリ (1959年の映画)
『スリ』（原題：Pickpocket）は、1959年製作のフランス映画である。

## 概要
この作品は、フランスの第一回「新しい批評賞」で最優秀フランス映画賞を得た。スリの芸術的な要素が主人公の青年の内面的な動きに於いて捉えられる。内容は、あるスリが犯行と更生を繰り返し逮捕される姿を追った犯罪サスペンスである。出演者のほとんどは、プレッソン作品で見られる様に素人である。スリの演技指導を行っているのは、劇中にスリの頭目として登場する魔術師のカッサジである。脚本・台詞は、監督のブレッソン自身が書いている。撮影は『抵抗（レジスタンス）死刑囚の手記より』のレオンス・アンリ・ビュレルが担当した。撮影のロケ地はパリ市内と北駅などで行われた。

## キャスト
| 役名        | 俳優                 | 日本語吹替                     | 日本語吹替             |
| 役名        | 俳優                 | フジテレビ版                   | ？版                   |
| ----------- | -------------------- | ------------------------------ | ---------------------- |
| ミシェル    | マルタン・ラサール   | 伊藤惣一                       | 山田康雄               |
| ジャンヌ    | マリカ・グリーン     |                                | 小沢紗季子             |
| ジャック    | ピエール・レーマリ   | 市原清彦                       | 嶋俊介                 |
| 警部        | ジャン・ペルグリ     |                                | 早野寿郎               |
| 第2の共犯者 | ピエール・エテックス |                                |                        |
| 第3の共犯者 | フィリップ・マーリー |                                |                        |
| 母          | ドリー・スカル       | 簡野典子                       | 斉藤昌子               |
| アナウンス  |                      |                                | 村越伊知郎             |
| 男(1)       |                      |                                | 藤城裕士               |
| 男(2)       |                      |                                | 徳丸完                 |
| 男(3)       |                      |                                | 村松康雄               |
|             |                      |                                |                        |
| 演出        | 演出                 |                                | 飯塚龍郎               |
| 翻訳        | 翻訳                 |                                | 榎あきら               |
| 効果        |                      |                                |                        |
| 調整        | 調整                 |                                | 遠矢征男               |
| 制作        | 制作                 |                                | ニュージャパンフィルム |
| 解説        |                      |                                |                        |
| 初回放送    | 初回放送             | 1965年2月11日 『テレビ名画座』 | 1973年に製作           |